# Castell dels Tres Reis del Morro
El Castell dels Tres Reis del Morro va ser dissenyat en les últimes dècades del segle xvi per l'enginyer Battista Antonelli, amb vista a la protecció de la vila de San Cristóbal de La Habana, actual l'Havana. Al costat, el far que l'acompanya, és símbol d'aquesta ciutat i de Cuba.
Des de les altures del Castell, situat en un cingle de l'entrada del port, es podia visualitzar la primitiva vila, per això va esdevenir el principal punt de contacte amb les altres defenses. Aquesta condició va fer que la fortalesa constituís la principal custòdia de l'urbs fins a la construcció de la Cabaña, en l'últim terç del segle xviii.
Durant els anys 1990 es varen fer tasques de rescat i conservació de tota l'obra, i, a partir de llavors, els seus espais es varen transformar en galeries d'art, escenaris d'esdeveniments culturals, que varen convertir al baluard en un popular atractiu cultural i turístic de l'Havana.

## Origen del nom
El Castell dels Tres Reis del Morro de l'Havana adopta aquest nom per evocar d'una banda als tres reis mags i, per altra, a la porció de terreny on està enclavat, alt, rocós, escarpat, aïllat i a la vora de la mar. En real cèdula del 10 de desembre de 1588, el rei Felip II aclareix com s'havia de dir aquest fort, i el de Sant Salvador de la Punta. Una reial cèdula del 20 març 1614 fa constar que en la primavera d'aquest any quedava acabada la capella del castell i en el seu altar tenia "... un retaule de l'adoració dels Reis que era la vocació del castell".

## Antecedents (1538-1587)
Des de principis del segle xvi el port de l'Havana donava acollida a les naus que venien per la ruta de navegació i comerç del Canal Viejo de Bahames. Des 1541 era punt de reunió de les flotes de Tierra Firme i de Nueva España, ja que la seva situació al golf de Mèxic i a l'entrada del canal de la Florida, a més de les seves condicions climàtiques i topogràfiques, proporcionaven un lloc segur de retorn a Espanya. Cabaloses fortunes d'or, plata, sedes precioses i altres rics carregaments es retenien anualment al port de l'Havana.
En 1537 i 1538 la vila de Sant Cristóbal de l'Havana és saquejada i cremada per corsaris francesos. En 1543, el corsari Roberto Baal va amenaçar, sense èxit, a Santiago de Cuba, per seguidament dirigir-se a l'Havana, on també va ser derrotat. A més d'aquestes dues ciutats, van ser també per aquesta època atacades les viles de Trinitat i Baracoa. El 1555 va tenir lloc l'atac de Jacques de Sores a l'Havana. En 1586 Francis Drake s'acosta amenaçadorament a les seves costes.
Al març de 1538 una real cèdula ordenava a Hernando de Soto fer una fortalesa a l'Havana i és a partir d'aquesta data que l'altura del morro es comença a valorar tàctica i estratègicament com lloc de defensa de la vila. Encara que no es fortifica immediatament, actes capitulars de 1551 i 1552 revelen que els veïns feien guàrdies, independentment que es fessin a La Fortalesa i en "Pueblo Viejo", situat a la Chorrera. Aquest sistema de vigilància permanent va fer que el lloc del morro fos conegut com "La Vijía".
El 1556 Felip II ordena a Diego de Mazariegos, governador de l'illa, fortificar el "morro" que està a l'entrada del port. L'any 1563 s'alça una primera construcció, una torre que serveix de talaia a la part alta del morro.
Durant el govern de Gabriel de Luján, entre 1581 i 1589, i mentre les amenaces de guerra entre Espanya i Anglaterra es feien més reals, es va incrementar la protecció de l'Havana. A principis de 1582 s'informava al rei que companyies d'infanteria i de cavalleria vetllaven la costa de l'Havana, a més de reforçar la vigilància en els pocs llocs fortificats amb què comptava la ciutat. Datat en aquest mateix any, un document dirigit al rei i signat per l'alcaid i capità de la Real Fuerza, Diego Fernández de Quiñones, informa que al morro cada nit fan guàrdia tres soldats i de dia un.
En 1586 es reforça la defensa de la costa des de Pinar del Río a Matanzas i a l'Havana es consolida el que es pot considerar el primer pla defensiu de la vila, ja que comptava amb nombroses obres de fortificació, sistemes de vetlles i senyals d'alarma, artilleria, municions, considerable nombre de soldats i voluntaris disposats a lluitar. Al morro es destinen tres peces d'artilleria.

## Història

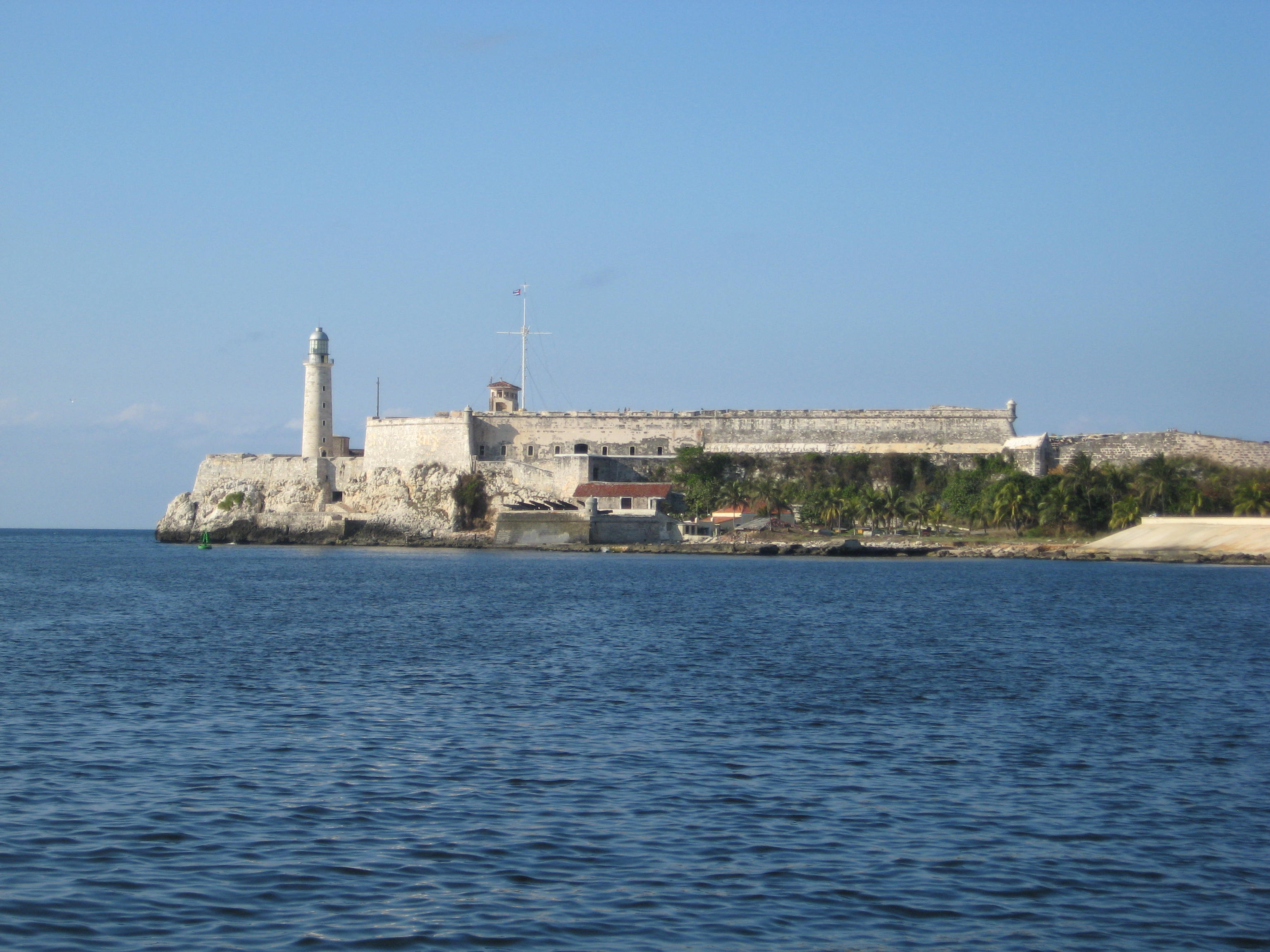
Vista general

És el 12 juliol 1587 que arriben a l'Havana Juan de Tejeda, mestre de camp, i l'enginyer militar Battista Antonelli amb la missió d'inspeccionar la vila per establir un sistema defensiu a la ciutat, que formaria part d'un sistema major dissenyat a les colònies espanyoles del Carib per tal de garantir l'estabilitat i protecció del circuit comercial. En 1588, durant una junta celebrada a Puerto Rico, Antonelli proposa que, en el cas de l'Havana, es construeixi un fort al morro i al costat oposat un fort amb una trinxera, entre altres coses.
Finalment, Tejeda i Antonelli fan la seva entrada en port Havana per escometre l'empresa el 31 de maig de 1589. Per tractar-se d'una obra de primer ordre, arriben també experts com aparellador de pedra picada, oficials picapedrers, paletes, fusters, boter i fonedor de metall.
La construcció del Castell dels Tres Reis del Morro comença en aquest mateix any, al mateix temps que la del Castell de San Salvador de La Punta. A causa d'impediments econòmics i contradiccions entre els governadors de l'illa i Antonelli, la construcció es va perllongar fins ben entrat el segle xvii. Els tres primers anys la construcció del castell és lenta, fins que Maldonado Barrionuevo ocupa el govern i entre 1593 i 1594 les obres aconsegueixen un considerable impuls. Entre 1600 i 1607 es van tancar les voltes i es va concloure la plataforma que s'havia vingut construint, en la qual es van col·locar 12 canons, coneguts com els dotze apòstols. Altres obres complementàries, com allotjaments per a les tropes, magatzems de municions, queviures i alguns aljubs, es van acabar de construir cap a 1610. La plaça d'armes comptava amb unes set unitats arquitectòniques destinades a diferents funcions, entre les quals sobresortien l'església i les cases per l'alcaid i el capellà.
Incideixen negativament en el temps de durada i la marxa de la construcció, sobretot, l'escassetat, inconstància i heterogeneïtat de la força de treball, així com la inestable assignació i la mala administració dels pressupostos. Els governadors havien d'insistir constantment per obtenir els diners i demanaven préstecs quan la situació es feia crítica. No van ser poques les vegades que es van paralitzar els treballs. De vegades l'endeutament va arribar a ser permanent, tant amb els treballadors assalariats com per la compra de materials. La principal mà d'obra era la dels negres esclaus i, en menor mesura, la dels jornalers; participaven també forçats de les galeres i altres presidiaris entre els quals hi havia pirates de diferents nacions que realitzaven els oficis de paletes, fusters i ferrers, a més dels peons. La diversitat de criteris i desavinences entre els governadors, enginyers i alcaids també va perjudicar el procés d'execució de la fortalesa. Alguns historiadors assenyalen la data de terminació del castell el 1630 i altres el 1640.
En 1763 els enginyers militars Silvestre Abarca i Agustín Crame varen començar la reconstrucció de la fortalesa, danyada per l'atac anglès. Es van transformar elements essencials de l'estructura per poder crear nous espais funcionals. Varen augmentar els volums, donant major altura i gruix a la superfície dels baluards, a les plataformes i als parapets. La reparació va afegir dos baluards, una fossa, un camí cobert, aljubs, casernes, calabossos i magatzems, espais tots que varen assimilar les irregulars característiques del terreny. En el seu nivell inferior i per la part que dona a la badia, es van situar les bateries "Doce Apóstoles" i "La Pastora".
El fanal original es va col·locar enmig del baluard del Morrillo, i es va alimentar amb llenya fins al segle xvii, a principis del segle xix, amb gas, i, més endavant, amb oli. Posteriorment va ser demolit i el Reial Cos d'Enginyers va aixecar un altre far el 1844, al qual es va nomenar Far d'O'Donnell. El 1945 va ser electrificat, la seva llum irradia fins a unes 18 milles de distància.

## Arquitectura
Apostat sobre una roca alta, el Castell dels Tres Reis del Morro representa la clàssica fortificació permanent abaluartada del segle xvi. L'accidentat del terreny va impedir que aconseguís la perfecta simetria de les plantes renaixentistes. És un polígon irregular que s'ajusta a una llarga llengüeta que surt a la mar i dona pas al port. Per la part de terra té una cortina i dos mitjos baluards asimètrics amb una dimensió de 213,28 metres, i a la part del canal d'entrada al port altra cortina uneix dos mitjos baluards també asimètrics i unes muralles trencades que abasten 227,96 metres, i per la de la costa, una plataforma i una altra sèrie de muralles irregulars tanquen l'edificació amb una extensió de 223,25 metres.
La fortalesa es projecta en les aigües en angle agut, i des d'allà s'escalonen i obren successives cortines fins a arribar al costat posterior en què comunica amb terra, protegit per dos baluards i un fossat. Els seus espais interiors posseïen un sistema dinàmic d'interconnexió entre si, que es van completar amb diferents vies d'accés i de comunicació adequades.
La part de terra del castell està format per una llarga cortina proporcionada i unida per dos flancs acasamatats i dues cares de baluards. Cap al nord-est s'aixeca el mig baluard de Tejeda, al sud-est se situa el baluard d'Àustria, nomenat així per la dinastia a la qual pertanyia el rei Felip II.
Formen part de la defensa exterior que acompanya la part de terra: la fossa, concebuda sense aigua i profunda per impedir el pas de l'enemic; la contraescarpa, paret oposada al mur escarpat del castell, que té com a intermediari a la fossa; el camí cobert, terreny natural immediat a la contraescarpa, que s'estén paral·lelament a la línia del front de terra.
La part que dona a la mar, la zona sud que dona al canal de port, està format per una cortina, amb l'entrada principal del fort al centre, flanquejada a la dreta per una cara del baluard d'Àustria i a l'esquerra, pel baluartillo de Santiago. A la mateixa banda, a una alçada inferior, s'estableixen les bateries de "La Estrella" i "Los Doce Apóstoles" com principals escuts exteriors.

## Transformació del castell després de 1762
En acabar l'ocupació anglesa a l'Havana, el nou govern espanyol a Cuba porta a terme un modern i funcional pla defensiu, adequat a les condicions topogràfiques de la ciutat i tenint en compte les experiències adquirides amb la invasió anglesa. Els principals executors i directors d'aquest projecte són els enginyers militars Silvestre Abarca i Agustín Crame.
De 1763-1766, va canviar l'aspecte morfològic de la primitiva planta del Castell dels Tres Reis del Morro. En el breu lapse d'aquests tres anys es va transformar el cos de l'edifici i entre 1766 i 1771, durant el govern del capità general Antonio Maria Bucarelli, es van concloure les obres accessòries.
Es decideix adequar i modernitzar el castell creant un nou sistema tàctic defensiu i condicionant els aspectes formals i funcionals als nous requeriments imposats per la indústria armamentista i els mètodes establerts per la poliorcètica durant el segle xviii. S'havien de crear nous espais funcionals, obtenir major capacitat per situar plataformes, bateries, voltes per magatzems de pertrets i altres funcions pròpies, i així resistir un llarg setge i sostenir a centenars d'homes. Augmenten els volums donant major altura i gruix a les superfícies dels baluards, a les plataformes dels andadors, als parapets; aixequen en el recinte una edificació sòlida, resistent als forts bombardejos i que tindrà múltiples funcions: militar, eclesiàstica i domèstica.
Es perfilen nous accessos cap a l'est, amb camins coberts que comuniquen amb la Cabaña, la bateria de la Pastora i el fortí de Sant Diego. Aquesta línia defensiva estava col·locada al llarg de l'única part del terreny del Morro que l'enemic podia atacar. El mig baluard de Tejeda i la plataforma de Santo Tomás varen ser una de les parts més afectades per la invasió anglesa, ja que aquí va explotar la mina que va obrir la bretxa per on penetraren els anglesos a la fortalesa. Per tant, el mig baluard va esdevenir baluard, mentre que el baluard d'Austria va esdevenir mig baluard.
A l'interior de l'edifici, on el bombardeig anglès havia destruït les edificacions destinades a cases, magatzems, casernes i església, hi ha un enorme bloc monolític, de pedra picada i a prova de bombes, envoltat d'estrets camins de ronda, de pis empedrat i acanalat per al desguàs de les fortes pluja. Al sud, i davant de l'entrada principal de la fortalesa, un espai és utilitzat per plaça d'armes.
Es construeix una rampa que parteix de la plaça d'armes i ascendeix cap a la cortina de terra, es reedifiquen els parapets a major altura i gruix, amb les seves respectives troneres, merlets i banquetes per tal de garantir millor protecció a la soldadesca, les garites es col·loquen novament en els angles dels baluards, el fossat s'aprofundeix i s'amplia oferint major altura a la cortina de terra, es millora la contraescarpa, s'aixeca el parapet del camí cobert i en la seva plaça d'armes s'alça un petit allotjament per al cos de guàrdia.
La torre és reconstruïda, per ser definitivament enderrocada i en el seu lloc aixecar el far. La torre és de forma circular i el seu diàmetre disminueix gradualment des de la base fins a dalt a una alçada de cent vuit peus, té dos cossos, el primer és de setanta-sis peus d'alt i la resta està rematat amb una cornisa on hi ha una balustrada de ferro, base on reposen la llanterna i la cúpula.